# Krzemionka (dopływ Rawki)
Krzemionka – rzeka dorzecza Bzury, prawy dopływ Rawki o długości 22,93 km. Rozpoczyna swój bieg w okolicach wsi Studzianki po czym kieruje się na wschód i mija miejscowości: Zagóry, Strzemeszna, Krzemienica, Wale, Chociwek, Podkonice Duże, Księża Wola, Chrusty by we wsi Garłów zakończyć swój bieg w Rawce.